# Алёхино (Рязанский район)
Алёхино — деревня в Рязанском районе Рязанской области. Входит в Искровское сельское поселение.

## География
Находится в северо-западной части Рязанской области на расстоянии приблизительно 28 км на юг-юго-восток по прямой от вокзала станции Рязань II.

## История
На карте 1840 года деревня уже была отмечена. На карте 1850 года показана как поселение с 21 двором. В 1859 году здесь (тогда территория Пронского уезда Рязанской губернии) было учтено 17 дворов, в 1897 — 28.

## Население
Численность населения: 138 человек (1859 год), 164 (1897), 4 в 2002 году (русские 98 %), 2 в 2010.